# Horný Pial
Horný Pial este o comună slovacă, aflată în districtul Levice din regiunea Nitra. Localitatea se află la altitudinea de 174 m deasupra n.m., se întinde pe o suprafață de 6,35 km2 și în 2017 număra 263 de locuitori.

## Istoric
Localitatea Horný Pial este atestată documentar din 1251.

## Demografie
| An:                | 1994 | 2004   | 2014   | 2024   |
| ------------------ | ---- | ------ | ------ | ------ |
| Număr de persoane: | 307  | 298    | 277    | 287    |
| Diferență:         |      | −2,93% | −7,04% | +3,61% |

| An:                | 2023 | 2024   |
| ------------------ | ---- | ------ |
| Număr de persoane: | 279  | 287    |
| Diferență:         |      | +2,86% |